# Gare de Culmont – Chalindrey
Gare de Culmont – Chalindrey – stacja kolejowa w Chalindrey, w departamencie Górna Marna, w regionie Grand Est, we Francji. Jest zarządzany przez SNCF (budynek dworca) i przez RFF (infrastruktura).
Została otwarta w 1858 przez Compagnie des chemins de fer de l’Est. Stacja jest obsługiwana przez pociągi TGV, Intercités, TER Champagne-Ardenne/TER Lorraine i TER Franche-Comté.

## Położenie
Znajduje się na linii Paryż – Miluza, w km 307,627, między stacjami Langres i Vesoul, na wysokości 332 m n.p.m.

## Linie kolejowe
- Paryż – Miluza
- Is-sur-Tille – Culmont – Chalindrey
- Culmont – Chalindrey – Toul
- Culmont – Chalindrey – Gray